# Jean Giraudoux
Hippolyte Jean Giraudoux, född 29 oktober 1882 i Bellac, död 31 januari 1944 i Paris, var en fransk romanförfattare, novellist och dramatiker.

## Biografi
Jean Giraudoux var uppvuxen i fransk småstadsmiljö och gjorde i ungdomen många fotvandringar runtom i Europa och Amerika. Han blev 1911 anställd vid franska utrikesdepartementet, där han bland annat tjänstgjorde som legationssekreterare i Ryssland (Sovjetunionen) och Främre Orienten. 1939-1940 var Giraudoux fransk propagandaminister, men det är för sitt författarskap han är känd för eftervärlden.
Giraudoux är en typisk representant för den generation av författare som efter första världskriget fortsatte i André Gides och Paul Valérys fotspår och ställde sig i opposition till den traditionella franska formklarheten. Giraudoux debuterade 1909 med novellsamlingen Provinciales, vilken följdes av L'école des indifférents (1911) och Elpénor (1913). Dessa med inre monologer fyllda noveller fick sitt egentliga genombrott först efter första världskrigets utbrott. Därefter följde en rad romaner i samma stil, såsom Simon le pathétique (1918, självbiografisk), Amica America (1919), Suzanne et le pacifique (1921), samt den för Giraudoux mycket typiska Sigfrid et le Limousin (1922, svensk översättning 1929) och den politiska nyckelromanen Bella (1926). Senare framträdde Giraudoux även som dramatiker.
Texterna är humana och inte sällan satiriska och samhällskritiska.